# Estadio Municipal Pere Majós Daviu
El Estadio Municipal Pere Majós Daviu o también denominado Camp de Fútbol Municipal Pere Majós Daviu fue inaugurado el 19 de diciembre del 2021 es el campo de fútbol en el cual juega el CE Benavent. Está situado en la población Benavent de Segrià..
Tiene una capacidad por unos 1.000 espectadores.Y en 2021 si instalaron unos nuevos vestuarios.
El estadio Municipal Pere Majós Daviu sustituye el antiguo estadio municipal de Benavent de Segrià, puesto que el ayuntamiento de Benavent de Segrià decidió cambiarle el nombre en homenaje a Pere Majós Daviu antiguo delegado del campo municipal y que murió en septiembre del 2021..